# Karl Wallmüller
Karl Wallmüller, oftmals fälschlicherweise auch Wahlmüller geschrieben (* 22. Oktober 1913 in Urfahr; † 16. Februar 1944 bei Toila, Estnische SSR), war ein österreichischer Fußballspieler. Der Läufer gewann mit der österreichischen Amateurauswahl bei den Olympischen Spielen 1936 in Berlin die Silbermedaille.

## Karriere
Karl Wallmüller wurde am 22. Oktober 1913 als Sohn des Bäckergehilfen Ludwig Wallmüller (* 2. Juli 1881; zuständig nach Gutenbrunn im Bezirk Pöggstall (Niederösterreich)) und dessen Ehefrau Antonia (geborene Kulhánek; * 8. Oktober 1883; zuständig nach Beneschau) auf der Adresse Rudolfstraße Nr. 57 in der damals noch eigenständigen Gemeinde Urfahr geboren und am 30. Oktober 1913 auf den Namen Karl getauft. Seine Eltern hatten am 20. Februar 1906 in der Linzer Stadtpfarrkirche geheiratet.
Karl Wallmüller spielte beim SV Urfahr Linz in der oberösterreichischen Landesliga. Die Liga war damals auf Amateurbasis ausgerichtet und stand nicht mit der professionellen österreichischen Meisterschaft in Verbindung, die sich zur damaligen Zeit nur auf den Wiener Raum beschränkte. Mit den Urfahrern spielte der Stürmer bei einem der damals stärksten Teams des Bundeslandes, stand in Konkurrenz mit dem LASK und dem SK Admira Linz. Von Trainer Jimmy Hogan wurde er 1936 zu den Olympischen Spielen nach Berlin mitgenommen, obwohl er bis dahin noch kein Spiel für die österreichische Amateur-Nationalmannschaft bestritten hatte. Karl Wallmüller kam bei allen vier Partien der Österreicher in Berlin als Mittelläufer zum Einsatz und erreichte mit der Mannschaft das olympische Finale, wo man jedoch mit 2:1 nach Verlängerung den italienischen Vertretern unterlag.
Zuletzt spielte Wallmüller unter anderem zusammen mit Ludwig Lutz beim LSV Adlerhorst Wels. Aufgrund von Fronteinsätzen während des Zweiten Weltkrieges wurde er jedoch um den Jahreswechsel 1942/43 von den Welser Luftwaffen-Kickern abgezogen.
Am 16. Februar 1944 starb Wallmüller im Alter von 30 Jahren an der Front bei Toila in der Estnischen SSR. Zuletzt stand er im Rang eines Obergefreiten einer Luftwaffenfeldeinheit. Er wurde auf einem kleinen Ehrenfriedhof in Estland begraben und hinterließ neben seiner Ehefrau Lilly (geborene Füreder) auch noch die drei Kinder Karlheinz, Manfred und Judith, seine Mutter Antonia sowie seine Geschwister Edi, Hansl, Walter, Rudi und Hilde samt Familien.

## Erfolge
- Teilnahme bei den Olympischen Spielen 1936: Silbermedaille
- 4 Spiele für die österreichische Amateur-Nationalmannschaft 1936